# Расширение Европейского союза (2004)
Расширение Европейского союза в 2004 году — крупнейшее разовое расширение Европейского союза, как по затронутой территории, так и по количеству населения, однако не самое крупное с точки зрения валового внутреннего продукта.
Одновременное присоединение касалось следующих государств: Кипра, Чехии, Эстонии, Венгрии, Латвии, Литвы, Мальты, Польши, Словакии и Словении. Семь из них — бывшие участники Восточного блока, одно входило в состав бывшей Югославии, а оставшиеся два — Средиземноморские острова.
Частью этой же волны расширения было присоединение Болгарии и Румынии в 2007 году, которые не смогли вступить в ЕС в 2004 году, но составляют, согласно Комиссии, часть пятого расширения.

## История

### Предыстория
После окончания Второй мировой войны в 1945 году Европа оказалась разделена на две сферы влияния — США и СССР. Европейское экономическое сообщество (ЕЭС) было создано в 1957 году шестью странами, входящими в зону влияния США, и затем было расширено до двенадцати стран Западной Европы. Страны Восточной Европы, входившие в зону влияния СССР, были частью СЭВ. Коммунистическая Югославия не присоединилась ни к одному из этих союзов.
В 1989 году холодная война между двумя сверхдержавами подходила к концу, а влияние СССР в Восточной Европе стремительно падало. По мере того, как коммунистические государства начали переход к рыночной экономике, ориентируясь на европейскую интеграцию, ЕЭС стал рассматривать вопрос о расширении на Восток.

### Присоединение
Договор о присоединении был подписан 16 апреля 2003 года в Афинах членами ЕС и десятью присоединяющимися странами. Договор был ратифицирован и вступил в силу 1 мая 2004 года.